# Ospern
Ospern (Luxemburgs: Osper) is een plaats in de gemeente Redange en het kanton Redange in Luxemburg.
Ospern telt 261 inwoners (2005).
In de Franse tijd was het een kantonhoofdplaats in het Woudendepartement.

## Geboren
- Germaine Hoffmann (1930-2024), schilder en collagekunstenaar

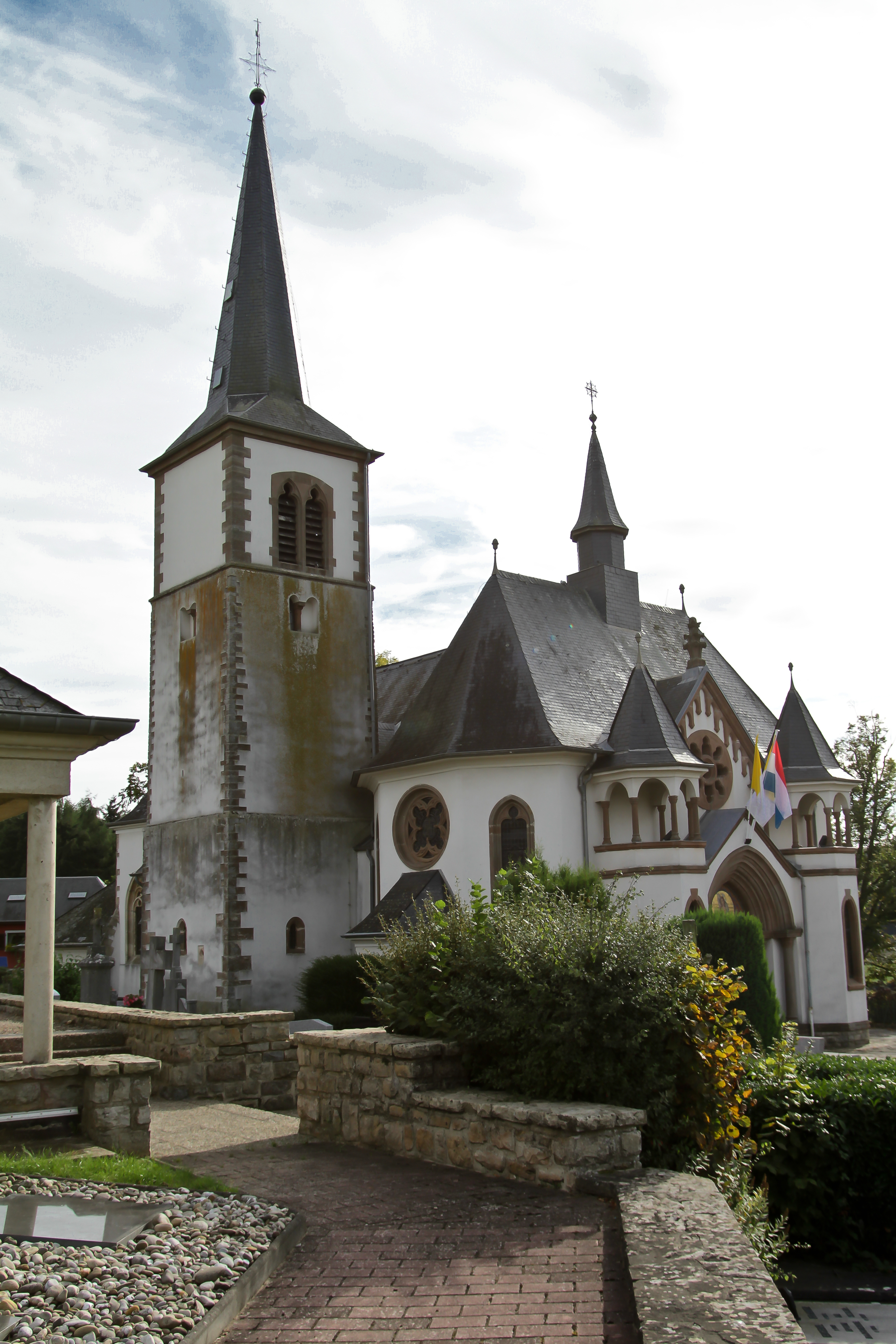
kerk van Ospern